# ジョン・スペンサー (初代スペンサー伯爵)
初代スペンサー伯爵ジョン・スペンサー（英: John Spencer, 1st Earl Spencer, 1734年12月19日 - 1783年10月31日）は、イギリスの貴族、政治家。

## 経歴
1734年、庶民院議員ジョン・スペンサー（第3代サンダーランド伯爵チャールズ・スペンサーの三男）とその夫人であるジョージアナ・シャーロット（第2代グランヴィル伯爵ジョン・カートレットの娘）の間の長男としてノーサンプトンシャーのオールソープに生まれる。
1756年から1761年にかけてウォリック選挙区から選出されてホイッグ党の庶民院議員を務める。
1761年にジョージ3世によりスペンサー子爵とスペンサー・オブ・オールトラップ男爵に叙せられ、1765年にオールトラップ子爵の称号とともにスペンサー伯に授爵されたのが、スペンサー伯爵家の始まりである。元プリンセス・オブ・ウェールズ・ダイアナは子孫である。
1783年10月31日に死去した。

## 爵位
1761年4月3日に以下の爵位を新規に叙された
- ノーサンプトン州におけるオールトラップの初代スペンサー子爵 (1st Viscount Spencer, of Althorp in the County of Northampton)
（勅許状によるグレートブリテン貴族爵位）
- ノーサンプトン州におけるオールトラップのオールトラップの初代スペンサー男爵 (1st Baron Spencer of Althorp, of Althorp in the County of Northampton)
（勅許状によるグレートブリテン貴族爵位）

1765年11月1日に以下の爵位を新規に叙された
- 初代スペンサー伯爵 (1st Earl Spencer)
（勅許状によるグレートブリテン貴族爵位）
- ノーサンプトン州におけるオールトラップの初代オールトラップ子爵 (1st Viscount Althorp, of Althorp in the County of Northampton)
（勅許状によるグレートブリテン貴族爵位）

## 家族
1755年にサー・スティーヴン・ポインツ（ノーサンプトンシャーの資産家）の娘マーガレット・ジョージアナ・ポインツと結婚し、以下の子女を儲けている。
- ジョージアナ・スペンサー - 第5代デヴォンシャー公ウィリアム・キャヴェンディッシュ夫人
- ジョージ・スペンサー - 第2代スペンサー伯爵
- ヘンリエッタ・フランセス・スペンサー（英語版） - 第3代ベスバラ伯フレデリック・ポンソンビー（英語版）夫人
- シャーロット・スペンサー - 夭折
- ルイーズ・スペンサー - 夭折

## 関連図書
- Milward, Richard (2004). "Spencer, John, first Earl Spencer (1734–1783)". Oxford Dictionary of National Biography (英語) (online ed.). Oxford University Press. doi:10.1093/ref:odnb/38713。 (要購読、またはイギリス公立図書館への会員加入。)

| グレートブリテン議会                     | グレートブリテン議会                                                      | グレートブリテン議会                         |
| ---------------------------------------- | ------------------------------------------------------------------------- | -------------------------------------------- |
| 先代 ヘンリー・アーチャー ウィルズ・ヒル | ウォリック選挙区選出庶民院議員 1756年 – 1761年 同職：ヘンリー・アーチャー | 次代 ヘンリー・アーチャー ダンガーヴァン子爵 |
| グレートブリテンの爵位                   |                                                                           |                                              |
| 爵位創設                                 | 初代スペンサー伯爵 1765年 - 1783年                                        | 次代 ジョージ・スペンサー                    |
| 爵位創設                                 | 初代スペンサー子爵 1761年 - 1783年                                        | 次代 ジョージ・スペンサー                    |